# Joe Satriani (álbum)
| Críticas profissionais | Críticas profissionais |
| Avaliações da crítica  | Avaliações da crítica  |
| Fonte                  | Avaliação              |
| ---------------------- | ---------------------- |
| All Music Guide        | [ 1 ]                  |

Joe Satriani é um álbum de 1995 de rock instrumental solo do artista Joe Satriani.
Produzido por Glyn Johns, o álbum mostra um lado mais sossegado, blueseado com menor utilização de efeitos, se comparado com trabalhos prévios de Joe.
Este álbum está incluído no box set Joe Satriani Original Album Classics, lançado pela Epic Records em 2008.
Existe também um video de 1996 (na época foi distribuído em VHS) de 58 min, chamado "Reel Satriani" que contém imagens da gravação do álbum (uma espécie de "Making-of" do álbum).

## Faixas
Todas faixas foram compostas por Joe Satriani.
| N.º            | Título                  | Duração |  |
| 1.             | "Cool #9"               | 6:00    |  |
| 2.             | "If"                    | 4:49    |  |
| 3.             | "Down, Down, Down"      | 6:13    |  |
| 4.             | "Luminous Flesh Giants" | 5:55    |  |
| 5.             | "S.M.F."                | 6:43    |  |
| 6.             | "Look My Way"           | 4:01    |  |
| 7.             | "Home"                  | 3:27    |  |
| 8.             | "Moroccan Sunset"       | 4:23    |  |
| 9.             | "Killer Bee Bop"        | 3:48    |  |
| 10.            | "Slow Down Blues"       | 7:25    |  |
| 11.            | "(You're) My World"     | 3:56    |  |
| 12.            | "Sittin' 'Round"        | 3:38    |  |
| Duração total: | Duração total:          | 60:18   |  |

## Créditos
- Joe Satriani - guitarra rítmica, dobro, harpa, slide guitar, baixo, lap steel, vocais (faixa 6)
- Andy Fairweather Low - guitarra rítmica
- Nathan East - baixo (faixas 1–3, 5, 7–10, 12)
- Matt Bissonette - baixo (faixa 6)
- Manu Katché - bateria (faixas 1–3, 5, 7–10, 12)
- Ethan Johns - bateria (faixa 4)
- Jeff Campitelli - bateria (faixa 11)
- Gregg Bissonette - percussão (faixa 6)
- Eric Valentine - teclados, piano, piano, percussão (faixa 4), baixo (faixa 4), engenharia de som (faixas 1, 6)
- Steve Holroyd – engenharia de som (faixas 1–5, 7–10, 12)
- John Cuniberti – engenharia de som (faixas 4, 6, 7, 11)
- Kevin Scott – assistente de engenharia de som (faixas 1–10, 12)
- Rhoades Howe – assistente de engenharia de som (faixas 4, 6)
- Stephan Hart – assistente de engenharia de som (faixas 7, 11)
- Bob Ludwig – masterização
- Glyn Johns – mixagem, produção

## Prêmios e Indicações

### Músicas
| Ano  | Canção            | Prêmio        | Indicação                          | Resultado |
| ---- | ----------------- | ------------- | ---------------------------------- | --------- |
| 1997 | (You're) My World | Grammy Awards | Best Rock Instrumental Performance | Indicado  |

## Paradas Musicais
| Ano  | Ranking                  | Posição | Ref.  |
| ---- | ------------------------ | ------- | ----- |
| 1995 | The Billboard 200        | 51      | [ 6 ] |
| 1995 | Mitä hittiä              | 34      | [ 7 ] |
| 1995 | Schweizer Hitparade      | 36      | [ 8 ] |
| 1995 | New Zealand albums chart | 27      | [ 9 ] |
| 1995 | Dutch albums chart       | 66      | [ 9 ] |

| Ano  | Música            | Ranking                              | Posição | Ref.  |
| ---- | ----------------- | ------------------------------------ | ------- | ----- |
| 1995 | (You're) My World | Billboard Hot Mainstream Rock Tracks | #30     | [ 6 ] |